# Theta Geminorum
Theta Geminorum (34 Geminorum) é uma estrela na direção da constelação de Gemini. Possui uma ascensão reta de 06h 52m 47.34s e uma declinação de +33° 57′ 40.9″. Sua magnitude aparente é igual a 3.60. Considerando sua distância de 197 anos-luz em relação à Terra, sua magnitude absoluta é igual a −0.30. Pertence à classe espectral A3III.